# Heliokles I
Heliokles I (gr. Ἡλιοκλῆς) – król greko-baktryjski panujący ok. 145–130 p.n.e., uznawany za syna i następcę Eukratydesa I. Współrządził z braćmi Eukratydesem II i Platonem aż do ostatecznego upadku państwa greckiego w Baktrii w wyniku najazdu koczowniczych plemion Yuezhi.
Znany jedynie z wizerunków zachowanych na monetach. Jeszcze jakiś czas po upadku królestwa baktryjskiego numizmaty Helioklesa I były emitowane w zbarbaryzowanej formie przez zdobywców.
Według niektórych badaczy po upadku Baktrii potomkowie Helioklesa I mogli odzyskać dawne ziemie w Indiach, jego synem mógł być król indo-grecki Heliokles II.